# Браут, Филип
Филипп Браут (хорв. Filip Braut; род. 5 июня 2002 года, Риека) — хорватский футболист, правый защитник.

## Биография
Родился в городе Риека в Хорватии, воспитанник клуба «Риека». Дебютировал за первую команду 25 мая 2019 года в матче чемпионата Хорватии против «Славен Белупо» в последнем туре сезона 2018/19. Он вышел в стартовом составе на позиции центрального защитника, и помог команде сыграть 1:1. Благодаря этому матчу он стал самым молодым игроком в истории «Риеки», что сыграл за первую команду, в возрасте 16 лет, 11 месяцев и 20 дней.
26 февраля 2020 года Филип подписал свой первый профессиональный контракт с клубом. 1 августа 2020 года Браут сыграл в финале кубка Хорватии против столичной «Локомотивы», где его команда выиграла 1:0 и таким образом Филипп завоевал свой первый трофей в карьере.